# Dino Leonetti
Dino Leonetti (Firenze, 3 marzo 1937 – Roma, 24 ottobre 2006) è stato un fumettista italiano. È ricordato principalmente per il fumetto erotico-comico Maghella, che creò nel 1974 per il settimanale satirico Menelik.

## Biografia
Dopo essersi diplomato all'Accademia in Scenografia, la sua carriera iniziò in campo cinematografico, per poi dedicarsi ai fumetti nei primi anni sessanta, quando disegnò alcune storie di Mandrake e Phantom nel 1962; passo poi a occuparsi delle serie di genere fumetto nero italiano come Fantasm e Demoniak insieme a Frank Verola e ad alcune serie come Dick Turpin e Sgt. Trelawney realizzate per il mercato inglese attraverso lo studio Giolitti con il quale collaborò fino al 1965. Dopo aver per breve tempo lavorato nuovamente per il cinema, collaborando fra le altre cose nel 1968 alle scenografie dei film L'amante di Gramigna di Carlo Lizzani, e Atti degli apostoli di Renzo Rossellini e, nel 1972, quelle di Il mio nome è Nessuno di Tonino Valerii; riprese poi a occuparsi di fumetti realizzando la serie di genere erotico Maghella, scritta da Furio Arrasich pubblicata inizialmente sul settimanale Menelik della editrice Tattilo e poi su una testata dedicata dalla Ediperiodici.
Fondò poi un proprio studio artistico al quale collaborarono artisti come Roberto De Angelis e Giuseppe Barbati dedicandosi anche all'insegnamento fino al 1983 presso il Laboratorio del Fumetto di Roma.
Negli anni settanta realizza fra le altre cose alcuni numeri della serie Kriminal e, nel 1975, le illustrazioni di numerosi volumi della collana Storia di Roma e collabora con la rivista Corrier Boy realizzano le serie Flower e Marshall Jim. Per il quotidiano Il Messaggero realizzò la serie "Benvenuti a Roma". Negli anni ottanta collaborò alle pubblicazioni femminili Ragazza e Cioè. È morto a Roma nel 2006.